# Pour me comprendre (chanson)
Cet article concerne la chanson. Pour la compilation, voir Pour me comprendre.
Pour me comprendre est une chanson française de Michel Berger, que l'on trouve dans l'album Michel Berger ou Cœur brisé sorti en 1973.
Il s'agit des paroles dédiées à Véronique Sanson.

## Genèse
En 1972, en studio de Warner Music, Michel Berger attend sa compagne Véronique Sanson qui est partie « chercher des cigarettes » pour poursuivre la préparation du second album de cette dernière. Il ignore qu'elle ne reviendra plus jamais, du fait qu'elle est partie prendre un avion pour les États-Unis, sans rien dire, rejoindre Stephen Stills.
En 1973, Michel Berger décide de relancer sa carrière de chanteur, en écrivant Pour me comprendre, accompagné d'un piano, qu'il enregistre pour son premier album solo, Michel Berger, communément appelé Cœur brisé, sorti dans la même année.

## Reprise
En 1999, sept ans après la mort de Michel Berger (1947-1992), Véronique Sanson reprend cette chanson pour lui rendre hommage dans son album D'un papillon à une étoile.
En 2002, ce titre comprend dans la compilation éponyme de Michel Berger, publiée sous différentes versions.